# Dugesiella
Genre
Dugesiella est un genre d'araignées mygalomorphes de la famille des Theraphosidae.

## Distribution
Les espèces de ce genre sont endémiques du Mexique.

## Liste des espèces
Selon World Spider Catalog (version 24, 31/01/2023) :
- Dugesiella anitahoffmannae (Locht, Medina, Rojo & Vázquez, 2005)
- Dugesiella crinita Pocock, 1901
- Dugesiella duplex (Chamberlin, 1925)
- Dugesiella serrata (Simon, 1891)

## Systématique et taxinomie
Ce genre a été décrit par Pocock en 1901 dans les Aviculariidae. Il est placé en synonymie avec Rhechostica par Raven en 1985 puis avec Aphonopelma. Il est relevé de synonymie par Gabriel en 2022.

## Publication originale
- Pocock, 1901 : « Some new and old genera of South American Avicularidae. » Annals and Magazine of Natural History, sér. 7, vol. 8, p. 540-555 (texte intégral).